# フィリップ・ヨーク (初代ハードウィック伯爵)
初代ハードウィック伯爵フィリップ・ヨーク（英語: Philip Yorke, 1st Earl of Hardwicke PC、1690年12月1日 - 1764年3月6日）は、グレートブリテン王国の法律家、政治家。1737年から1756年まで大法官を務めたほか、首相を2期務めたニューカッスル公爵の親友でもある。

## 初期の経歴
法律家のフィリップ・ヨーク（1721年没）の息子として、ドーバーで生まれた。母のエリザベスはリチャード・ギボン・オブ・ロルヴェンデン（Richard Gibbon of Rolvenden）の娘で相続人だったこともあり、歴史家エドワード・ギボンの家族と親交をもった。国教会忌避者のサミュエル・モーランド（Samuel Morland）が運営するベスナル・グリーンの学校で教育を受けた。
16歳のとき、ロンドンのホルボーンにあるチャールズ・サルケルド（Charles Salkeld）の法律事務所に入った。1708年11月、ミドル・テンプルに入り、サルケルド（Salkeld）からマクルズフィールド伯爵に推薦され、伯爵の息子たちに法律を教える家庭教師になった。
1712年4月28日にフィリップ・ホームブレッド（Philip Homebred）という筆名でザ・スペクテイターに投稿したこともあったが、早々に文学への興味を失い、キャンベル男爵などにも芸術や著述への軽視を批判された。
1715年、ヨークは弁護士資格免許を得た。19世紀の法律家キャンベル男爵によると、ヨークの昇進の早さはデビュー間もない弁護士としては異例であり、さらに1718年に大法官に任命されたマクルズフィールド伯爵の後援で昇進が更に速くなった。ヨークは王座裁判所から大法官府裁判所に移ったが、ウェスタン巡回裁判所（Western Circuit）での開業は続けた。翌年、ロバート・ウォルポールの家族が関心を寄せた裁判において、ヨークは裁判官の司法権に対する深い知識と研究を示し、衡平法専門の法律家としての名声を確立した。その後、ヨークは衡平法の知識をさらに深め、ケームズ卿への手紙でそれを示した。マクルズフィールド伯爵のニューカッスル公爵に対する影響力により、ヨークは1719年にルイス選挙区の代表として庶民院に入り、1720年には（法曹界に入って4年しか経っていないにもかかわらず）法務次官に任命され、騎士爵に叙された。

## キャリア

### 法務総裁
アタベリー陰謀事件に関連してクリストファー・レイヤーがジャコバイトとして反逆罪で訴追したことで、ヨークは法廷の雄弁家としての名声を高めた。そして、法務総裁に任命された1723年には庶民院でフランシス・アタベリーに対する刑罰法案を通過させた。1725年にマクルズフィールド伯爵が弾劾されたとき、ヨークは伯爵との友人関係もあって国王代表として伯爵を弾劾することを免除された。マクルズフィールド伯爵に次ぐ新しい後援者にはニューカッスル公爵がつき、以降ヨークはニューカッスル公爵を支持した。
1729年、ヨークはヨーク＝タルボット奴隷制度意見書の著者の1人になった。この法的意見は奴隷制度の適法性を確定するためであり、ヨークとチャールズ・タルボット法務次官は奴隷制度が適法であるとの見解を出した。意見書は広く散布、引用され、ヨークもPearne v Lisle (1749) Amb 75, 27 ER 47という裁判で裁判官として自身の見解を支持した。ウォルポール内閣に対しては外国への借款禁止（1730年）、軍の規模拡大（1732年）、消費税（1733年）といった法案を支持することで貢献した。

### ウォルポール内閣
1733年、ヨークは王座裁判所主席裁判官と枢密院顧問官に任命され、同時にハードウィック男爵に叙された。1737年にはチャールズ・タルボット（このときにはタルボット男爵に叙され、大法官になっていた）の後をついで大法官に任命され、ウォルポール内閣に入閣した。ハードウィックが就任して最初に行ったことの1つは、タルボットによって任命された詩人ジェームズ・トムソン（当時、大法官府裁判所書記だった）の職を解くことだった。ハードウィックは以降1756年まで大法官を務め、任期の長さは歴代2位となった（1位はブラックリー子爵の20年10か月）。

### 貴族院
ハードウィックは貴族院に移ったことで政治における影響力が大きく増した。というのも、ニューカッスル公爵の能力が足りなかったためハードウィックが政府の施策を擁護するという責務を負ったからだった。1738年、カートレット男爵の軍隊人員削減法案に反対、ロバート・ジェンキンス船長の耳に関連する、スペインに敵対的な法案にも反対した。しかしウォルポールが世論の圧力に屈してスペインに宣戦布告すると（ジェンキンスの耳の戦争）、ハードウィックは戦争遂行について主動的な攻撃を支持した。またニューカッスル公爵とウォルポールの間に不和が生じないようとりなした。ホレス・ウォルポールはウォルポールの失脚がハードウィックの裏切りによるものであると指摘したが、この指摘には根拠が足りない。

### ウィルミントン内閣とペラム内閣
次のウィルミントン内閣での大法官留任が決まった時、最も驚いたのがハードウィック自身だった。1742年5月、彼は演説でウォルポールの行為を証言する証人への保護に反対した。ハードウィックはウィルミントン内閣でも影響力を発揮したが、1743年8月に首相ウィルミントン伯爵が死去すると、首相職に就こうとしたウィリアム・パルトニーへの対抗馬としてヘンリー・ペラムを推した。これ以降、ハードウィックは政府を支配するほどの影響力を誇った。
同時期には国王ジョージ2世がオーストリア継承戦争などで大陸ヨーロッパに向かい、本国を留守することも多かったが、ハードウィックは摂政委員会の委員長を務めた。そのため、1745年ジャコバイト蜂起への対処などの責任も負った。カロデンの戦いの後、ハードウィックはスコットランドのジャコバイト貴族の裁判を主宰し、その裁決は法的には公平だったものの品位もなければ寛大でもなかった。彼は反乱者への厳罰、特に長らく公権喪失していたチャールズ・ラドクリフの処刑（1746年）とアーチボルド・キャメロン・オブ・ロキールの処刑（1753年）には責任の一端を負わなければならない。1746年、ハードウィックは大規模な改革で土地を所有する紳士階級というスコットランドに残存していた封建階級を一掃した。しかし、1748年のハイランダー武装解除とタータン仕立ての衣装の着用禁止という2つの立法については施行が難航し、実効がほとんどなかった。1751年のチェスターフィールド伯爵による暦法改革（グレゴリオ暦採用）には支持したが、1753年のユダヤ人帰化合法化法案は世論の大騒ぎを引き起こして失敗した。同年に提出した1753年結婚法は議会を通過、以降の結婚法の基礎となった。

### ニューカッスル公爵内閣
1754年にペラムが死去すると、ハードウィックはニューカッスル公爵を首相に押し上げ、その謝礼としてハードウィック伯爵とロイストン子爵に叙された。1756年11月、内閣の弱体さと外国の脅威（イギリスは七年戦争でフランスに劣勢だった）でニューカッスル公爵が辞任を余儀なくされると、ハードウィックも下野した。1757年にニューカッスル公爵とウィリアム・ピットの連立政権交渉に関与、入閣もしたが貴族院議長（当時は大法官が兼任）の職には戻らなかった。1760年にジョージ3世が即位した後、ハードウィックは1762年にビュート伯爵内閣によるフランスとの講和に反対、翌年のサイダー法にも反対した。ジョン・ウィルクスの裁判においては一般逮捕状の発行に反対、庶民院議員による煽動的な誹謗文書配布への議員特権適用にも反対した。1764年3月6日、ロンドンで死去した。

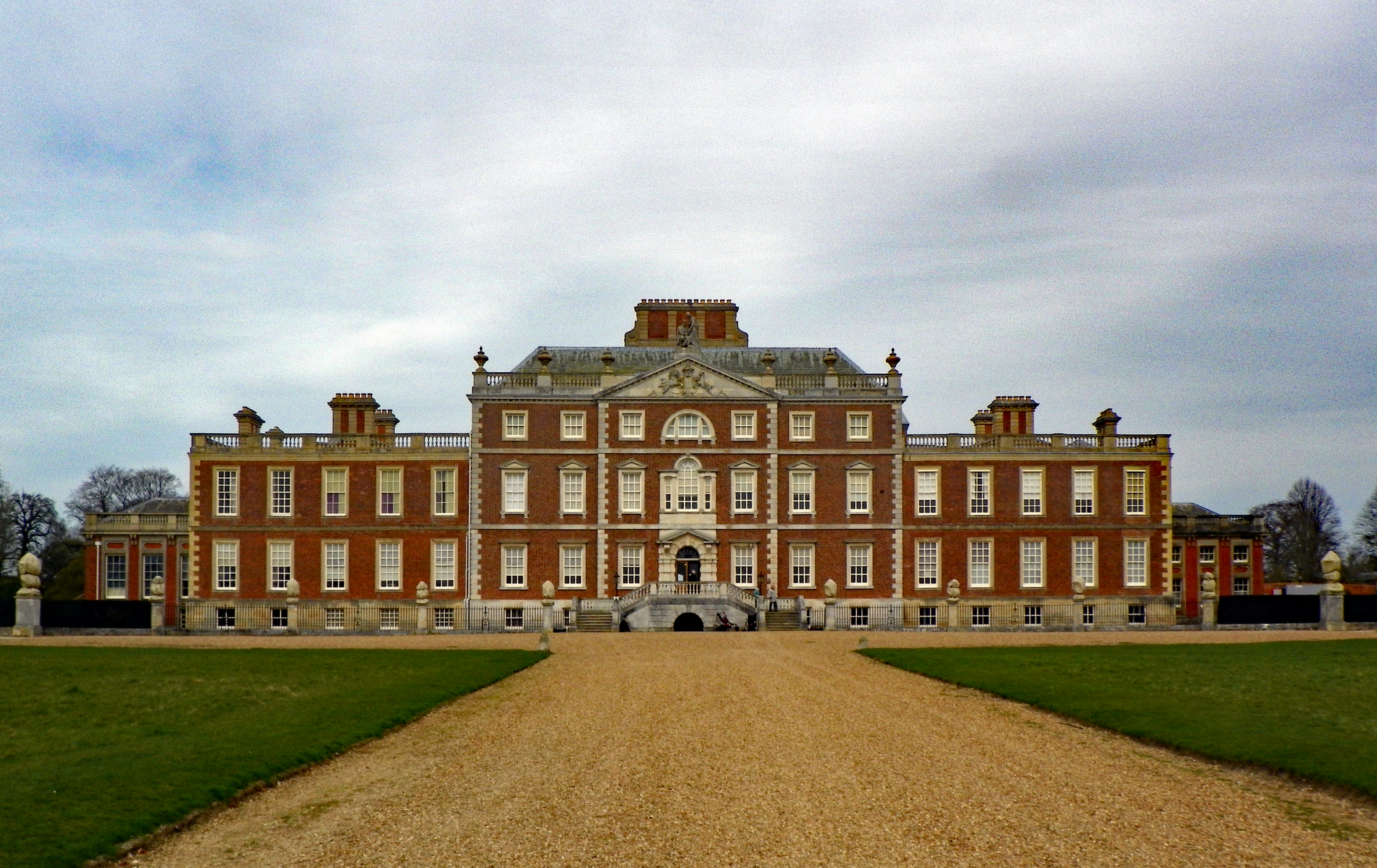
ウィンポール・ホール、2014年撮影。

ヨークは1739年にケンブリッジシャーで最も大規模なカントリーハウスであるウィンポール・ホールを購入しており、死後は先祖の多くとともにウィンポールのセント・アンドリュー・チャーチヤード（St. Andrew Churchyard）で埋葬された。伯爵位は長男のフィリップが継承した。
いとこの初代准男爵サー・ウィリアム・ヨークはアイルランドで裁判官として出世、アイルランド上級裁判所上級判事まで昇進した。

## 影響
1736年、ヨークが主席裁判官を務めた王座裁判所はMiddleton v. Crofts 2 Atk 650の裁判において、地域主教会議で成立した教会法令自体は平信者を縛ることができないとの判決を下した。ヨークの判決は衡平法の原則と限界を定めた。また、彼の影響力により判事の間で残っていたステュアート朝からの伝統が抹消され、（近代の）イギリスの判事の責務とあるべき態度が確立された。チェスターフィールド伯爵は前任者たちの執拗さと対比してヨークの訴追を称え、ヨーク自身を人情と節度のある、礼儀正しい人物と形容した。

## 家族

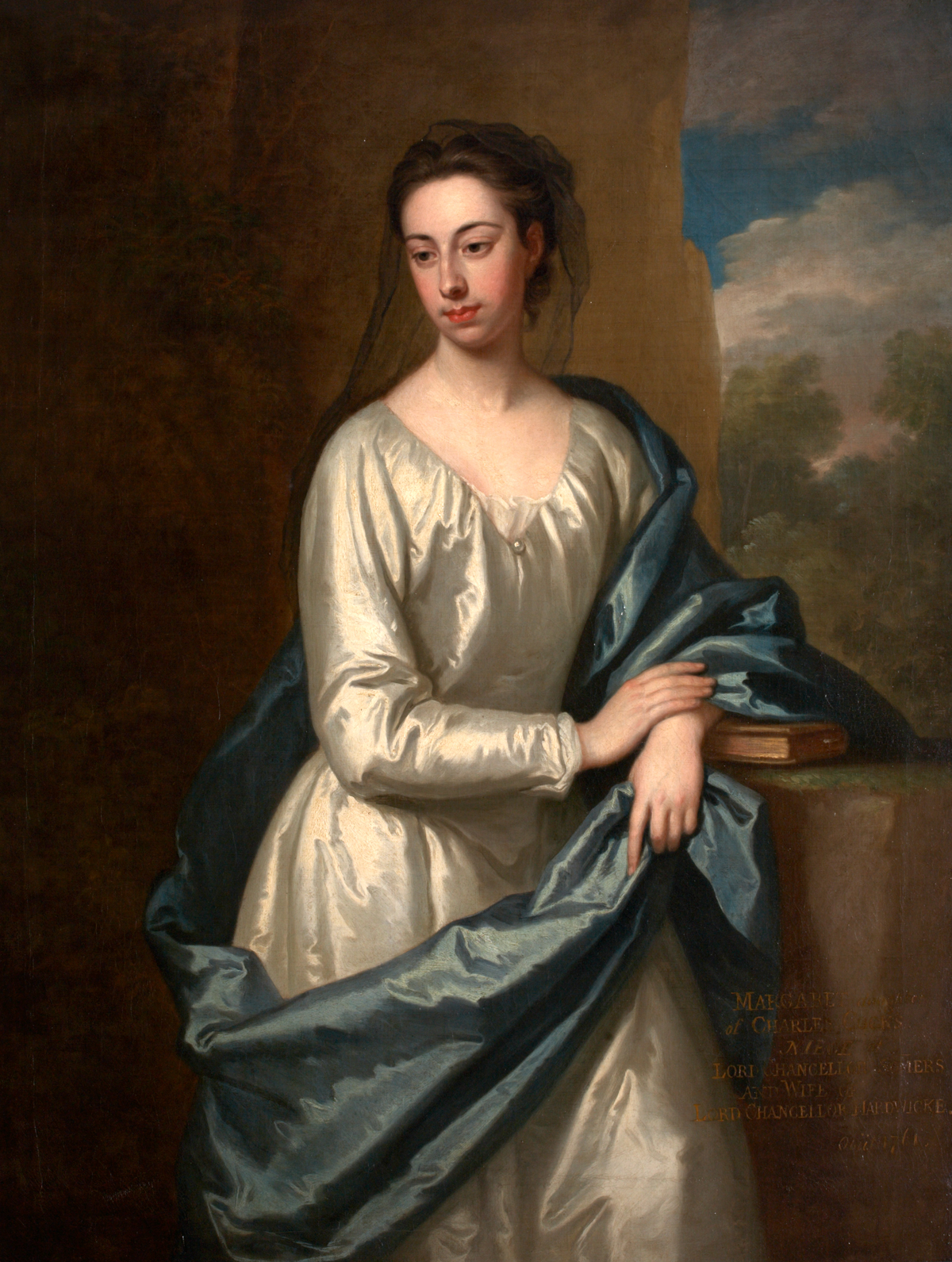
フィリップ・ヨークの妻マーガレット・コークス。2人は5男2女をもうけた。

1719年5月16日、メアリー・コークスと結婚した。メアリーはチャールズ・コックスと妻メアリー（大法官サマーズ男爵の姉妹）の娘であり、ウィリアム・ライゴン（William Lygon、1716年に子女なくして死去）の未亡人だった。2人は5男2女をもうけた。
- フィリップ・ヨーク（1720年 - 1790年） - 第2代ハードウィック伯爵
- チャールズ・ヨーク（1722年 - 1770年） - 大法官
- エリザベス・ヨーク（1725年 - 1760年） - アンソン男爵と結婚、子供なし
- ジョセフ・ヨーク（英語版）（1724年 - 1792年） - 初代ドーヴァー男爵（英語版）、外交官
- ジョン・ヨーク（英語版）（1728年 - 1801年） - 庶民院議員
- ジェームズ・ヨーク（英語版）（1730年 - 1808年） - イーリー主教（英語版）
- マーガレット・ヨーク - 第3代準男爵ギルバート・ヒースコート（英語版）と結婚

## ハードウィックが関与した判例
- ジャイルズ対ウィルコックス（英語版） (1740) 3 Atk. 143 - 抄本（英語版）の著作権について
- 法務総裁対デイヴィー（英語版） (1741) 26 ER 531 - 会社における多数決による意思決定の規定を確立
- チャリタブル・コーポレーション対サットン（英語版） (1742) 26 ER 642 - 注意義務について
- ウェルプデール対クックソン（英語版） (1747) 1 Ves Sen 9 - 信託における受託者から受益者への義務について
- Pearne v. Lisle (1749)  Amb 75, 27 ER 47